# Borlești
Borlesti là một xã thuộc hạt Neamț, România. Dân số thời điểm năm 2002 là 9074 người.